# Quartier juif de Třebíč
 Le quartier juif de Třebíč, situé dans la ville morave de Třebíč en République tchèque, est l'un des ghettos juifs les mieux conservés d'Europe. Par conséquent, il a été inscrit sur la liste du patrimoine mondial de l'UNESCO en 2003 (avec le cimetière juif et la basilique Saint-Procope de Třebíč ) et est le seul monument juif situé en dehors d'Israël à figurer spécifiquement sur la liste.
Le quartier juif est situé sur la rive nord de la rivière Jihlava; il est entouré de rochers et de la rivière. On y trouve 123 maisons, deux synagogues et un cimetière juif, qui, en fait, ne se trouve pas dans le même secteur de la ville.
Tous les habitants juifs du quartier (en 1890, près de 1 500 juifs y vivaient, mais, dans les années 1930, seuls 300 d'entre eux étaient de confession juive), furent déportés et assassinés dans des camps de concentration par les nazis au cours de la Seconde Guerre mondiale. Seulement dix d'entre eux sont revenus après la guerre. Par conséquent, de nombreux bâtiments du quartier juif (par exemple, la mairie, le bureau du rabbin, l’hôpital, la maison communale ou l’école) ne servent plus leur objectif initial et les maisons appartiennent maintenant à des personnes de confession non juive,.

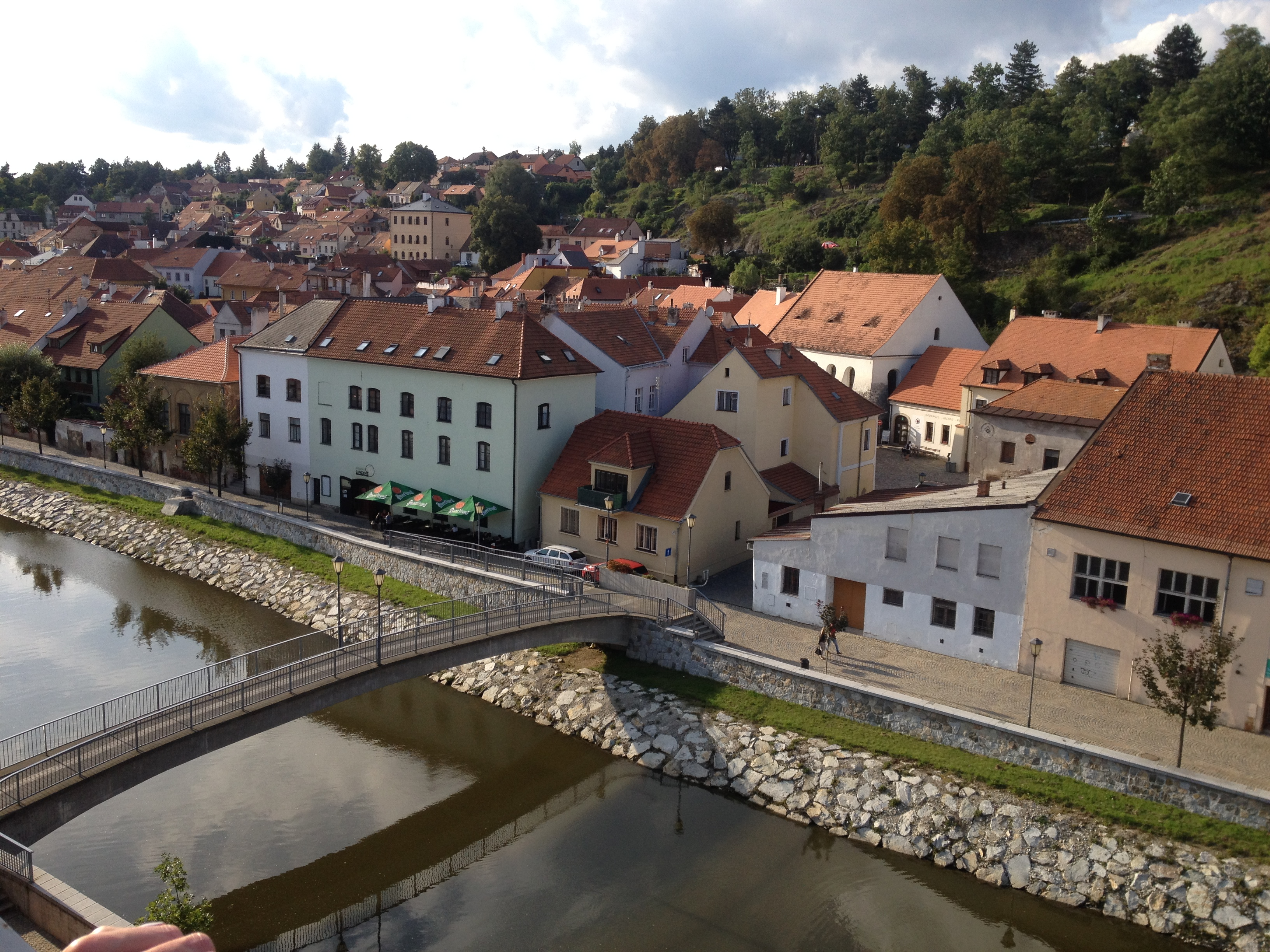
Quartier juif de Třebíč
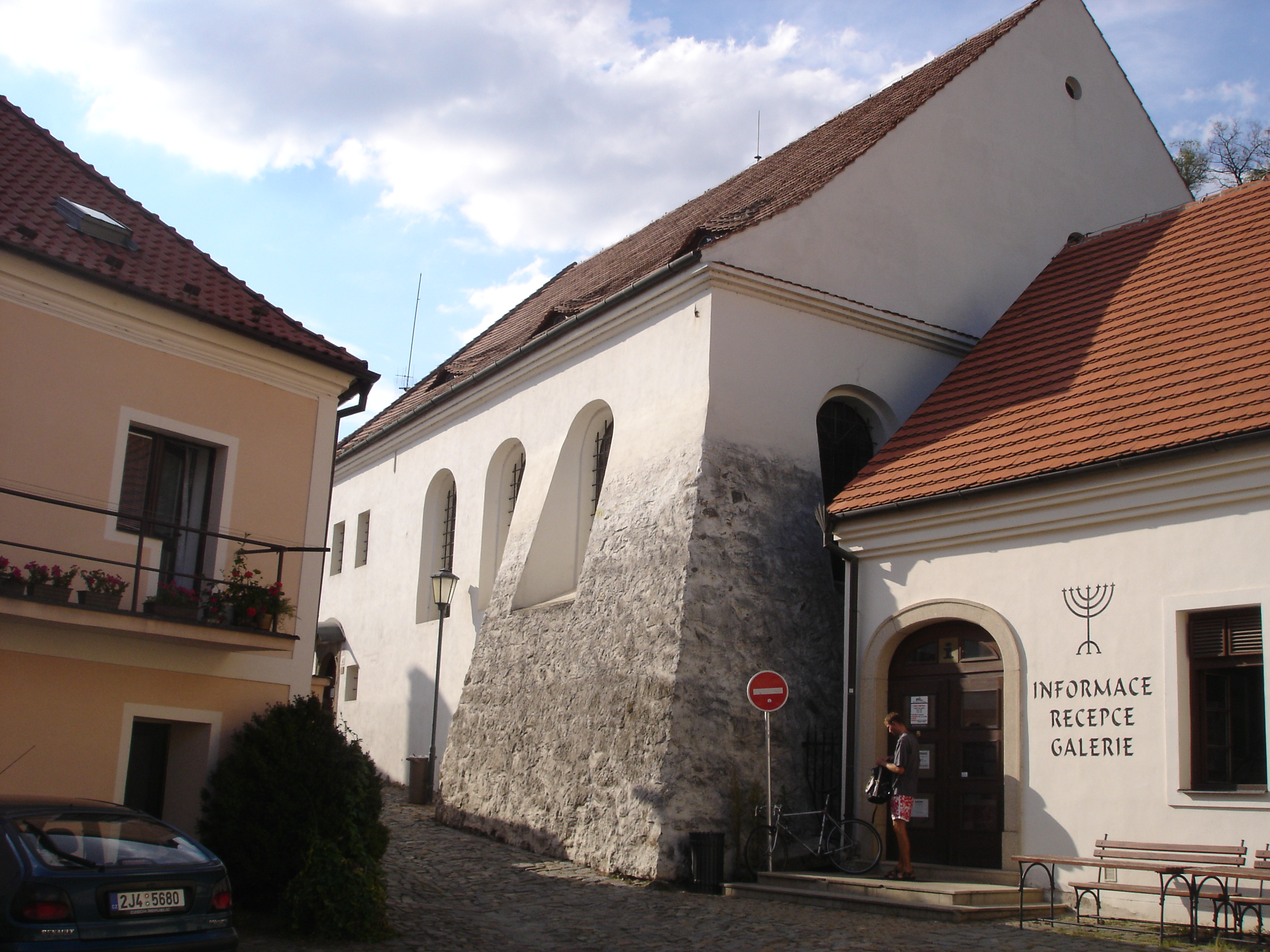
Nouvelle synagogue (arrière)
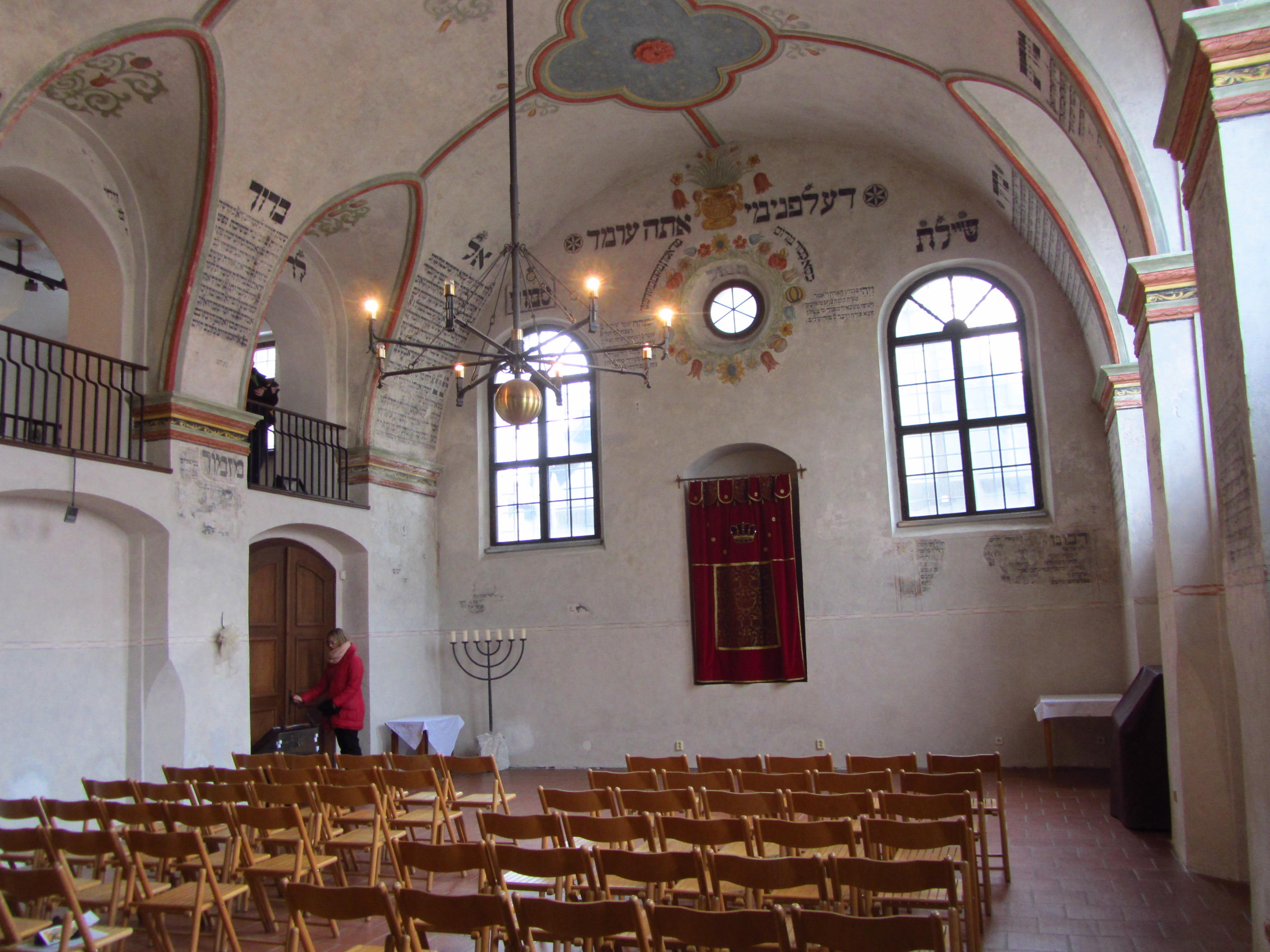
Intérieur de la synagogue
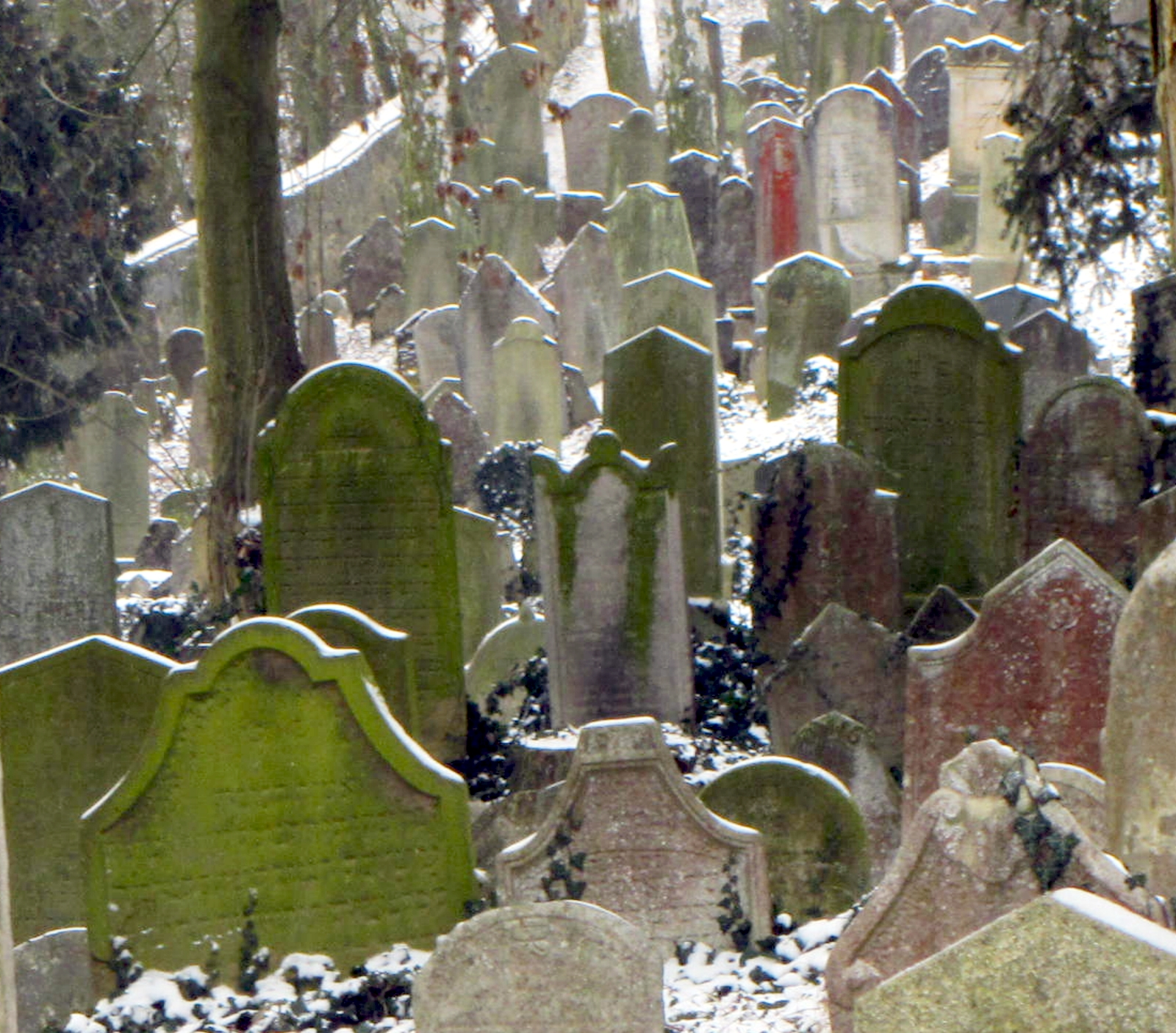
Cimetière juif